# Mézières-lez-Cléry
Mézières-lez-Cléry là một xã trong tỉnh Loiret, vùng Centre-Val de Loire bắc trung bộ nước Pháp. Xã này nằm ở khu vực có độ cao từ 91-108 mét trên mực nước biển.